# Harry Knudsen
Harry Madsen Knudsen (* 4. März 1919 in Højelse; † 1. September 1998 in Køge) war ein dänischer Ruderer.

## Werdegang
Harry Knudsen gewann bei den Olympischen Sommerspielen 1948 in London zusammen mit Børge Raahauge Nielsen, Henry Larsen, Erik Larsen und Steuermann Ib Olsen die Bronzemedaille im Vierer mit Steuermann.